# بهيج (الإسكندرية)
بهيج هي قرية مصرية تابعة لمركز برج العرب بمحافظة الإسكندرية، تضم 16 تابع هي بهيج أ، البراجنة، الشهيد عبد ربه، عبد المولى سالم، السكة، التنمية، خبون، القاسمية، الجزان، سكران، الشيخ جاب الله، الشيخ سيد، ملسة، الوحدة، كرم خضر، والبرج الجديد، وخمسة نجوع هي السراحنة، الميثاق، القاسمية، حميدة، والقطعان.